# Заслужений працівник НКВС
Заслужений працівник НКВС (рос. Заслуженный работник НКВД) —  відомча нагорода для співробітників НКВС СРСР. Останні нагородження цим знаком проводилися в 1946 році. 

## Історія нагороди
Заснована Наказом НКВС № 1007 від 6 листопада 1940 року, затверджено Раднаркомом СРСР Положення про оцінку «Заслужений працівник НКВС».
Нагорода надавалася за заслуги в справі керівництва або безпосереднього виконання обов'язків з охорони державної безпеки СРСР.
Одночасно з нагородою вручалася грамота. Нагороджені відзнакою мали переваги під час отримання житла в будинках НКВС.